# Melinda Florina Lohmann
Melinda Florina Lohmann (* 14. Dezember 1985 in Zürich) ist eine Schweizer Juristin und Professorin. Sie lehrt Privat- und Technologierecht an der Universität St. Gallen.

## Kindheit und Ausbildung
Melinda Lohmann wurde im Dezember 1985 als Tochter des Schweizer Gynäkologen und Geburtsmediziners Dr. med. Roman P. Müller und der Schweizer Ethnologin und Psychologin Dr. phil. Brigitta Müller-Rohr geboren.
Von 2004 bis 2009 studierte Lohmann Rechtswissenschaften an der Universität St. Gallen und während eines Auslandsemesters an der Bucerius Law School in Hamburg, und dissertierte mit summa cum laude bei Prof. Dr. iur. Markus Müller-Chen zum Thema «Automatisierte Fahrzeuge im Lichte des Schweizer Zulassungs- und Haftungsrechts». Während ihres Doktorats verbrachte Lohmann einen Forschungsaufenthalt am Robotics and Biology Laboratory am Institut für Technische Informatik und Mikroelektronik an der Technischen Universität Berlin. Im Jahr 2016 erwarb Lohmann das schweizerische Rechtsanwaltspatent.

## Berufliche Laufbahn
Im Sommer 2016 wurde Lohmann zur Assistenzprofessorin für Wirtschaftsrecht mit Schwerpunkt Informationsrecht und zur Direktorin der Forschungsstelle für Informationsrecht an die Universität St. Gallen berufen. Zwischen 2016 und 2023 habilitierte sie zum Thema «Wissen, Wille und Erklärungen von Maschinen – Thesen zum Vertragsschluss im digitalen Zeitalter». Im Herbst 2023 erhielt sie die Lehrberechtigung für Privat- und Technologierecht an der Universität St. Gallen und arbeitet seither als Assoziierte Professorin für Privat- und Informationsrecht an der Universität St. Gallen. Lohmann ist Direktorin des Institute for Law of Innovation and Technology (LIT-HSG) und forscht an der Schnittstelle von Recht und innovativen Technologien.

## Privatleben
Lohmann ist mit dem deutschen Juristen Peter Lohmann verheiratet, hat zwei Kinder und lebt in Zürich.